# Imagine This Is a High Dimensional Space of All Possibilities
Imagine This Is a High Dimensional Space of All Possibilities — студійний альбом англійського продюсера електронної музики Джеймса Холдена, випущений 31 березня 2023 року на власному лейблі — Border Community.

## Список композицій
| #     | Назва                           | Тривалість |
| ----- | ------------------------------- | ---------- |
| 1.    | «You Are in a Clearing»         | 2:51       |
| 2.    | «Contains Multitudes»           | 9:15       |
| 3.    | «Common Land»                   | 5:21       |
| 4.    | «Trust Your Feet»               | 6:43       |
| 5.    | «The Missing Key»               | 3:36       |
| 6.    | «In the End You’ll Know»        | 6:28       |
| 7.    | «Continuous Revolution»         | 5:46       |
| 8.    | «Four Ways Down the Valley»     | 3:55       |
| 9.    | «Worlds Collide Mountains Form» | 3:35       |
| 10.   | «The Answer Is Yes»             | 6:32       |
| 11.   | «Infinite Fadeout»              | 4:59       |
| 12.   | «You Can Never Go Back»         | 5:43       |
| 64:44 |                                 |            |

## Учасники запису
- Джеймс Холден — модульний синтезатор, синтезатор Korg, лептоп, ударні, орган, скрипка, піаніно, шейкер, ксилофон, бас-гітара, запис, вокал
- Маркус Хамблет — контрабас, гітара
- Том Пейдж — ударні
- Крістофер Даффін — саксофон
- Каміло Тірадо — табла, шейкер, дзвіночки, бомбо
- Джемма Шеппард — дзвіночки, вокал
- Ерік Джеймс — мастерінг